# Bazmini
Bazmini este un oraș în Comore, în  insula autonomă Anjouan. În 2012 avea o populație de 9730, iar la recensământul din 1991 avea 5087 locuitori.